# Surinam
Surinam (surinamsko Sranankondre ali Sranan), uradno Republika Surinam (nizozemsko Republiek Suriname, [reːpyˌblik ˌsyːriˈnaːmə], surinamsko Ripolik fu Sranan), je država na severovzhodni atlantski obali Južne Amerike. Na severu meji na Atlantski ocean, na vzhodu na Francosko Gvajano, na zahodu na Gvajano in na jugu na Brazilijo. Z nekaj manj kot 165.000 kvadratnimi kilometri je najmanjša suverena država v Južni Ameriki.
Ima približno 612.985 prebivalcev, med katerimi prevladujejo potomci sužnjev in delavcev, ki sta jih Nizozemski imperij in republika pripeljala iz Afrike in Azije. Večina ljudi živi ob (severni) obali države, v njeni prestolnici in največjem mestu Paramaribo in okoli nje. Je tudi ena najmanj gosto poseljenih držav na Zemlji.
Surinam, ki leži nekoliko severno od ekvatorja, je tropska država , v kateri prevladujejo deževni gozdovi. Njegova obsežna drevesna pokritost je bistvenega pomena za prizadevanja države za ublažitev podnebnih sprememb in ohranjanje ogljične negativnosti. Kot država v razvoju z razmeroma visoko stopnjo človeškega razvoja je gospodarstvo Surinama močno odvisno od svojih bogatih naravnih virov, in sicer boksita, zlata, nafte in kmetijskih proizvodov.
Surinam so že v četrtem tisočletju pred našim štetjem naselila različna domorodna ljudstva, vključno z Aravaki, Karibi in Vajanci. Evropejci so prispeli v 16. stoletju, Nizozemci pa so do konca 17. stoletja vzpostavili nadzor nad večino sedanjega ozemlja države. V nizozemskem kolonialnem obdobju je bil Surinam donosen vir sladkorja, njegovo plantažno gospodarstvo je poganjalo afriško suženjsko delo, po odpravi suženjstva leta 1863 pa najemniških uslužbencev iz Azije, predvsem iz takratne Britanske Indije, pa tudi nizozemske Vzhodne Indije . 
Leta 1954 je Surinam postal ena od konstitutivnih dežel Kraljevine Nizozemske . 25. novembra 1975 je zapustila kraljevino in postala neodvisna država. V nasprotju s predhodno vojno za neodvisnost nizozemske kolonije Indonezije je bila to pobuda takratne nizozemske levičarske vlade. Surinam še naprej vzdržuje tesne diplomatske, gospodarske in kulturne vezi z Nizozemsko.
S kulturnega vidika Surinam velja za karibsko državo in je član Karibske skupnosti (CARICOM). Je edina suverena država zunaj Evrope, kjer je nizozemščina uradni in prevladujoči jezik vlade, podjetij, medijev in izobraževanja. Po raziskavi Dutch Language Union je nizozemščina materni jezik 60 % Surinamcev. Sranan Tongo, angleški kreolski jezik, je pogosto uporabljen kot lingua franca .